# تپه چراغ بابا
تپه چراغ بابا مربوط به سدهٔ ۳ تا ۱۲ ه.ق است و در شهرستان شاهین دژ، روستای چراغ بابا واقع شده و این اثر در تاریخ ۱ فروردین ۱۳۴۷ با شمارهٔ ثبت ۸۲۱ به‌عنوان یکی از آثار ملی ایران به ثبت رسیده است.